# Svar till Ensam Eva
Svar till Ensam Eva är en kriminalroman av Maria Lang (pseudonym för Dagmar Lange), utgiven första gången 1979 på bokförlaget Norstedts. Romanen har översatts till danska och finska.

## Handling
Eva sitter med sin nittioåriga mormor Dorotea och löser korsord i det idylliska Skoga. Hon känner hur livet håller på att rinna henne ur händerna. Men så blir hon uppmuntrad av två tonåringar och skriver en kontaktannons. Det är kärlek vid första ögonkastet mellan Eva och korsordsredaktören Maurus Alrot. Största utmaningen är vad Dorotea ska tycka om honom, men de möts i sin kunskap om Skogas historia och en ömsesidig respekt upprättas. Allt är nästan för bra för att vara sant.
Maurus åker iväg på en reportageresa och Eva saknar honom något fruktansvärt. Men när han kommer tillbaka hinner han precis avslöja en hemlighet innan han plötsligt avlider och Christer Wijk börjar nysta i det märkliga självmordsfallet.

## Karaktärer
- Eva Regina, korsordslösare, ensam
- Dorotea, mormor, gammal
- Randy, mamma, ogift
- Bisse, halvsyster, tonåring
- Constantin, sambo, mammas
- Maurus, besökare, Evas
- Helena, granne, Korpen
- Almi, granne, Korpen
- Jan, granne, Venus
- Erk, polis
- Christer